# A New World Record
A New World Record è il sesto album in studio del gruppo musicale di rock sinfonico britannico Electric Light Orchestra, pubblicato nel 1976.

## Tracce
Side 1
1. Tightrope – 5:03
2. Telephone Line – 4:38
3. Rockaria! – 3:12
4. Mission (A World Record) – 4:25

Side 2
1. So Fine – 3:54
2. Livin' Thing – 3:31
3. Above the Clouds – 2:16
4. Do Ya – 3:43
5. Shangri-La – 5:32

## Formazione
- Jeff Lynne – voce, chitarre, percussioni, piano, tastiere
- Bev Bevan – batteria, percussioni, cori
- Richard Tandy – piano, minimoog, chitarre, clavinet, mellotron, percussioni, cori
- Kelly Groucutt – voce, basso, percussioni, cori
- Mik Kaminski – violino
- Hugh McDowell – violoncello
- Melvyn Gale – violoncello

## Classifiche

### Classifiche settimanali
| Classifica (1976/77) | Posizione massima |
| -------------------- | ----------------- |
| Australia            | 1                 |
| Austria              | 9                 |
| Canada               | 1                 |
| Finlandia            | 1                 |
| Germania             | 7                 |
| Norvegia             | 9                 |
| Nuova Zelanda        | 4                 |
| Paesi Bassi          | 2                 |
| Regno Unito          | 6                 |
| Spagna               | 6                 |
| Stati Uniti          | 5                 |
| Svezia               | 1                 |
| Svizzera             | 25                |

### Classifiche di fine anno
| Classifica (1976) | Posizione |
| ----------------- | --------- |
| Canada            | 60        |
| Paesi Bassi       | 37        |
| Classifica (1977) | Posizione |
| Australia         | 2         |
| Austria           | 21        |
| Canada            | 3         |
| Germania          | 20        |
| Nuova Zelanda     | 22        |
| Paesi Bassi       | 48        |
| Regno Unito       | 16        |
| Stati Uniti       | 6         |
| Classifica (1978) | Posizione |
| Australia         | 22        |
| Regno Unito       | 47        |